# Georgi Todorov
Georgi Stojanov Todorov (Bolgrad, 10. kolovoza 1858. – Sofija, 16. studenog 1934.) je bio bugarski general i vojni zapovjednik. Tijekom Prvog svjetskog rata zapovijedao je 2. i 3. armijom na Balkanskom, Solunskom i Rumunjskom bojištu

## Obitelj
Georgi Todorov je rođen 10. kolovoza 1858. u Bolgradu u Besarabiji. Sin je Stojana Todorova i Marije Todorov rođene Grekov. Georgi je bio najstarije dijete u obitelji Todorov. Osim Georgija, Stojan i Marija Todorov imali su još petoro djece i to sinove Aleksandra, Martina, Atanasa i MIhaila, te jednu kćer. Brat Georgija Todorova Aleksandar Todorov koji je uzeo i dodatno prezime Balan bio je poznati bugarski lingvist i profesor, te član Bugarske akademije znanosti, dok je drugi brat Martin Todorov bio pravnik i gradonačelnik Sofije u razdoblju od 1905. do 1908. godine. Georgi Todorov je od svibnja 1886. bio oženjen s Marietom Stojevom.

## Vojna karijera
Poslije Krimskog rata Bolgrad u kojem se Todorov rodio je pripalo Rumunjskoj. Zbog toga, otac Stojan je obitelj odlučio preseliti u obližnje selo Kubaj koje je ostalo u sklopu Ruskog Carstva u kojem je Goergi završio osnovnu školu. Kako navedeno selo nije imalo srednju školu, obitelj se ponovno preselila u Bolgard gdje je Georgi završio srednju školu. Godine 1877. započeo je Rusko-turski rat, te se tada odmah nakon završetka srednje škole Todorov kao dragovoljac prijavljuje u bugarsku miliciju koja se borila na ruskoj strani. Prijavio se u Braili u redove 7. dragovoljačke bojne, koja je uskoro premještena u Svištov. Bojna se nakon obuke trebala stupiti u borbu, ali do toga zbog završetka rata nikad nije došlo.
Nakon završetka Rusko-turskog rata Todorov se odlučio na vojni poziv. Počeo je pohađati vojnu školu u Sofiji na kojoj je diplomirao 1879. godine. Kao novopečeni bugarski časnik, počinje služiti u Berkovici gdje ubrzo postaje pobočnik, najprije zapadnog, a potom istočnog odjela. Nakon toga služi u 1. satniji 1. vidinskog odreda, da bi potom bio premješten na službu u vojnu školu. Ubrzo nakon toga carskim dekretom je ponovno premješten, ovaj put u ministarstvo rata, na dužnost pomoćnika načelnika odjela.
U kolovozu 1882. promaknut je u čin poručnika, da bi potom u studenom zajedno s još nekoliko bugarskih časnika bio upućen na školovanje u Rusiju. Najprije je tijekom 1883. pohađao časnički tečaj koji je završio s odličnim uspjehom, nakon čega je upućen na daljnje školovanje u Nikolajevsku vojnu akademiju. Školovanje međutim, nije završio jer je pozvan da se vrati u domovinu gdje je sudjelovao u ratu na ujedinjenje Bugarske. U kolovozu 1885. unaprijeđene je u čin satnika, nakon čega idućeg mjeseca, u rujnu, imenovan zapovjednikom Lovčanskog odreda.

### Srpsko-bugarski rat
U Srpsko-bugarskom ratu koji je izbio u studenom 1885. Todorovu je najprije povjereno zapovjedništvo nad pričuvnom satnijom 4. plevenske pukovnije. Nezadovoljan činjenicom što neće sudjelovati u borbama, zatražio je da mu se dodijeli novo zapovjedništvo, te je imenovan zapovjednikom tzv. Letećeg odreda koji je bio sačinjen od neobučenih vojnika, te je trebao djelovati u području između Vidina i Kule sa zadatkom da spriječi srpsko opkoljavanje tvrđave Vidin. Zapovijedajući Letećim odredom Todorov sudjeluje u borbama kod Kule (4. studenog), Akčara (14. studenog) i Gajtanca (15. studenog). Za sudjelovanje u Srpsko-bugarskom ratu odlikovan je Ordenom za hrabrost. 

Nakon završetka rata Leteći odred je demobiliziran, te Todorov najprije služi u 4. plevenskoj pješačkoj pukovniji da bi u ožujku 1886. bio postavljen za zapovjednika 1. satnije 1. pješačke pukovnije smještene u Sofiji. U ljeto 1886. pripremao se za ponovni odlazak u Rusiju kako bi završio školovanje u Nikolajevskoj vojnoj akademiji kada je osumnjičen za sudjelovanje u uroti za svrgavanje princa Aleksandra. Uhićen je i otpušten iz vojske. Međutim, nakon provedene istrage, oslobođen je optužbi, te je vraćen na službu. Imenovan je predavačem u vojnoj školi, a istodobno je obnašao i dužnost načelnika stožera 6. pješačke divizije. Napisao je udžbenik o vojnoj geografiji, što je bio prvi bugarski vojni udžbenik. U kolovozu 1887. promaknut u čin bojnika, a 1890. diplomirao je na Nikolajevskoj vojnoj akademiji u Sankt Petersburgu.
Godine 1891. imenovan je zapovjednikom vojnog okruga sa sjedištem u Sevlievu koju dužnost obnaša do siječnja 1897. kada postaje zapovjednikom 20. pješačke pukovnije smještene u Razgradu. U međuvremenu je, u siječnju 1892. unaprijeđen u čin potpukovnika, te u siječnju 1897. u čin pukovnika. U siječnju 1904. prima zapovjedništvo nad 2. brigadom 6. bdinske divizije koja je bila smještena u Vraci. Navedenu dužnost obnaša do siječnja 1910. kada je imenovan zapovjednikom 7. rilske divizije koja je imala sjedište u Dupnici. Istodobno s tim imenovanjem promaknut je u čin general bojnika.

### Balkanski ratovi
Nakon izbijanja Prvog balkanskog rata Todorov je sa 7. rilskom divizijom upućen na južnu granicu s konačnim ciljem zauzimanja Soluna. Svoje snage je podijelio na tri kolone. Krajnje desna kolona uspjela je nakon bitke zauzeti Kočane, te tako ugroziti osmansko desno krilo. Dana 26. listopada 1912. 3. brigada 7. rilske divizije je prodrla do sela Ajvatova, te su idućeg dana jedinice 7. rilske divizije počele ulaziti u Solun. Nakon toga, Todorov je sa 7. rilskom divizijom upućen na trakijsko bojište u sastav novoformirane 4. armije gdje je porazio osmanske snage najprije 26. siječnja 1913. u Bitci kod Bulaira, te nakon toga u Bitci kod Sarkoya.
U Drugom balkanskom ratu koji je ubrzo izbio nakon završetka prvog, 7. rilska divizija koja se nalazila u sastavu 4. armije upućena je na makedonsko ratište gdje sudjeluje u Bitci kod Kalimancija gdje su bugarske snage izvojevale važnu obrambenu pobjedu spriječivši srpske snage da se spoje s grčkima u nizvodnom toku rijeke Strume.

Pobjede kod Bulaira i Kalimancija dale su Todorovu velik ugled kao vojnom zapovjedniku tako da je u veljači 1914. odlikovan Ordenom za hrabrost. Još je jedno vrijeme zapovijedao 7. rilskom divizijom, da bi u travnju 1914. postao zapovjednikom 2. vojno-inspektorske oblasti, čime je pod svojim zapovjedništvom imao trećinu bugarske vojske. U kolovozu 1915. promaknut je u čin general poručnika.

## Prvi svjetski rat
Po objavi bugarske mobilizacije 22. rujna 1914., Todorov je imenovan zapovjednikom 2. armije. Druga armija koja se sastojala od 3. balkanske i 7. rilske divizije imala je zadatak da presječe željezničku prugu i komunikaciju Solun-Niš. Bugarska je 14. listopada 1915. objavila rat Srbiji, nakon čega je 2. armija započela svoje napredovanje prema zapadu. U Bitci na Ovčem Polju porazila je srpske postrojbe na granici, te je ubrzo zauzela Carevo selo i Krivu Palanku. Jedinice 3. rilske divizije ušle su 16. listopada u Vranje, te srušile željeznički most čime je prekinuta komunikacija Solun-Niš. Potom su jedinice 2. armije u Bitci kod Krivolaka porazile anglo-francuske snage koje su pokušale pomoći srpskim snagama i ponovno osloboditi komunikaciju Solun-Niš. Nakon toga 20. listopada je zauzeto Kumanovo, a 23. listopada palo je i Skopje. Todorov je potom 2. armiju podijelio na dvije grupe i to sjevernu koja je trebala sudjelovati u operacijama s ciljem da se okruži srpska vojska na Kosovu polju, te južnu koja je trebala zaustaviti savezničko napredovanje dolinom Vardara. Sjeverna grupa, iako nije uspjela okružiti srpske snage, zauzela je Prištinu i Prizren, dok je južna grupa zaustavila savezničko nastojanje da se pomogne srpskoj vojsci u Bitci kod Kosturina.
Nakon okončanja operacija u Srbiji i formiranja Solunskog bojišta, Todorov je s 2. armijom držao položaje duž planine Belasice. Dana 26. svibnja 1916. 2. armije točnije 7. rilska divizija koja se nalazila u njezinom sastavu je bez grčkog otpora zauzela tvrđavu Rupel, te Rupelski prijevoj, što je izazvalo veliko nezadovoljstvo u Grčkoj. U kolovozu 1916. zapovijedajući 2. armijom Todorov sudjeluje u Strumskoj operaciji u kojoj je prodrla 80-90 km u grčki slabo branjeni teritorij.

Todorova u veljači 1917. na mjestu zapovjednika 2. armije zamjenjuje Ivan Lukov, dok je u kolovozu te iste godine Todorov promaknut u čin generala pješaštva, najviši čin u bugarskoj vojsci. U studenom 1917. imenovan je zapovjednikom 3. armije koja je držala položaje u Dobrudži na relativnom mirnom dijelu bojišta. U srpnju 1918. Todorov je imenovan pomoćnikom vrhovnog zapovjednika vojske Nikole Žekova. Nakon što je Nikola Žekov obolio, od početka rujna, pa do izlaska Bugarske iz rata, obnašao je dužnost vrhovnog zapovjednika vojske.

## Poslije rata
Nakon završetka rata i demobilizacije, Todorov je imenovan za pobočnika cara Borisa III. Navedenu dužnost obnašao je do 20. kolovoza 1919. kada je stavljen u pričuvu. Ubrzo nakon toga, izabran je za predsjednika Unije pričuvnih časnika. U travnju 1925. pretrpio je veliki osobni gubitak kada mu je 16. travnja u atentatu u crkvi Svete Nedjelje poginula supruga. Iduće, 1926. godine, postavljen je za guvernera Petričkog okruga koju dužnost je obnašao godinu dana kada je zbog političkog pritiska morao odstupiti.
Georgi Todorov preminuo je 16. studenog 1934. godine u 77. godini života u Sofiji. Njegovim imenom nazvano je selo General Todorov koje se nalazi u blizini Petriča.

## Vanjske poveznice
(bug.) Georgi Todorov na stranici Bulgarianhistory.org

(bug.) Georgi Todorov na stranici Boinaslava.net

(češ.) Georgi Todorov na stranici Valka.cz

(rus.) Georgi Todorov na stranici Hrono.ru